# Нихондайра (канатная дорога)
Канатная дорога Нихондайра (яп. 日本平ロープウェイ), управляемая компанией Shizuoka Railway, функционирует в префектуре Сидзуока.

## Описание

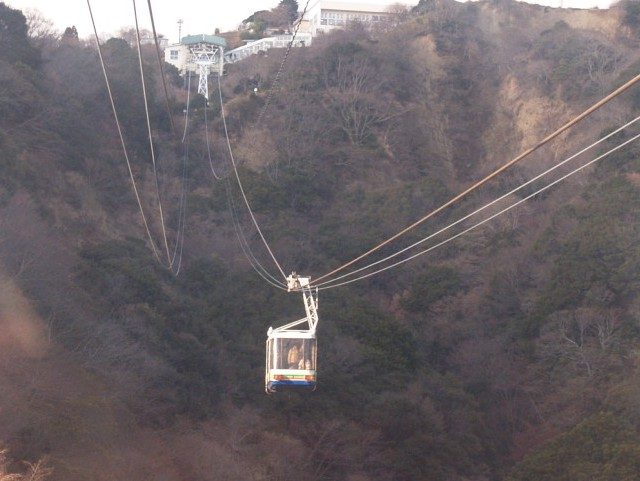
Канатная дорога Нихондайра

Открытая в 1967 году линия соединяет расположенное в центре города Сидзуока плато Нихондайра с расположенным на 120 метров ниже синтоистским святилищем Кунодзан Тосё-гу, местом первоначального погребения Токугавы Иэясу.
Дорога не принимает к оплате LuLuCa (транспортные смарт-карты города Сидзуока).

## Параметры
- Длина: 1100 метров.
- Количество кабинок: 2.
- Вместительность кабинок: 55 человек.
- Рабочая скорость: 3,6 м/с.
- Число станций: 2.
- Время в пути: 5 минут.